# كي 2 (مسلسل تلفزيوني)
كْي 2 (بالكورية: 더 케이투)؛ هو مسلسل تلفزيوني كوري جنوبي، لعام 2016. تم عرضه على قناة تي في إن كل يومي الجمعة والسبت في الساعة 20:00 بتوقيت (KST).

## القصة
تدور حول حارس يحب بلده وزملائه لكن يتم التخلي عنه، ثم يقرر استخدام حب ابنة أحد المرشحين الأقوياء للانتخابات من أجل الإنتقام، في الدراما القادمة، يونا ستقوم بدور كو ان نا، شخصيتها هي الابنة الخفية للمرشح الرئاسي، في نفس الوقت الممثلة سونغ يون آه ستقوم بدور زوجة المرشح الرئيسي وجي تشانغ ووك سيقوم بدور كيم جي ها شخصيته حارس شخصي للزوجة والمرشح.

## الممثلون
- جي تشانغ ووك : في دور كيم جي ها.[3]

إنه عميل عسكري سابق كان يتمركز في العراق حتى عاد إلى كوريا الجنوبية بعد أن تم اتهامه بالقتل، مهاراته لفتت انتباه تشوي يو جين، التي عينته للعمل في وكالة الأمن التابعة لها JSS Security تحت الاسم الرمزي كي تو، وتم تعيينه كحارس شخصي لـ كو اهن نا، الابنة السرية لغير الشرعية لزوج تشوي، جانغ سي- جون.
- إم يونا : في دور كو أه نا.[4]

هي الابنة لغير الشرعية لي جانغ سي جوون التي تم إخفاؤها عن الجمهور لحماية حياته السياسية، نشأت في إسبانيا تحت المراقبة المستمرة لزوجة أبيها القاسية تشوي يو جين، وقد طورت رهابًا اجتماعيًا وتعرضت لنوبات هلع، نتيجة لاضطراب ما بعد الصدمة الناتج عن علاقتها السابقة بوفاة والدتها البيولوجية، تعود إلى كوريا الجنوبية من برشلونة وتصبح بيدق في خطة زوجة أبيها للسيطرة على الحياة السياسية لزوجها من وراء الكواليس. وقعت لاحقًا في حب جي ها. لديها حساسية من الفراولة.
- سونغ يون آه : في دور تشوي يو جين.[5]

هي الزوجة الحالية لي جانغ سي جوون والابنة الكبرى لعائلة تشاي بول، طموحة لا ترحم فساد طبيعتها نتيجة تربيتها، تضع نصب عينيها أن تصبح السيدة الأولى وهي على استعداد للتلاعب بآنا وزوجها لتحقيق أهدافها، مع تقدم المسلسل، بدأت في تطور مشاعرها تجاه جي ها بعد أن أنقذها من انفجار سيارة.
- جوو سيونغ ها : في دور كانغ سو جون.[6]

إنه مرشح رئاسي مخادع مسؤول جزئياً عن إفساد زوجته، وهو أيضًا والد آن نا، بسبب آن نا، التي لا يعرف وجودها للجمهور، فهو تحت سيطرة زوجته الفاسدة عن غير قصد، التي تبتزّه ليقوم بتنفذ أوامرها، طوال المسلسل لا يبدو أنه يُظهر أنه يهتم بابنته، لكنه اكتشف لاحقًا جي ها أنه يحبها حقًا وأنه على استعداد للخضوع لزوجته فقط للحفاظ على أمان آن نا.
- كيم كاب سوو : في دور بارك جوان سو

## الاستقبال
تلقت الدراما تقييمات إيجابية، حيث تصدرت نسبة مشاهدة على (لقنوات خاصة) في كوريا طوال مدة بثها التي استمرت 8 أسابيع. وقد أشاد بها المشاهدون لأدائها الجيد. يتم بث الدراما دوليًا على دراما فيفر مع ترجمة باللغة الإنجليزية، تم بيع حقوق البث للمسلسل إلى فيتنام وتايوان وهونج كونج واليابان وسنغافورة وإندونيسيا وماليزيا والفلبين والصين وتايلاند وإسرائيل واليونان.

## المشاهدات
| الحلقة | تاريخ البث              | نيلسن كوريا       | نيلسن كوريا | TNmS              |
| الحلقة | تاريخ البث              | على الصعيد الوطني | سيول        | على الصعيد الوطني |
| ------ | ----------------------- | ----------------- | ----------- | ----------------- |
| 1      | 23 سبتمبر 2016          | 3.225٪            | 3.257٪      | 4.2٪              |
| 2      | 24 سبتمبر 2016          | 3.396٪            | 3.821٪      | 4.9٪              |
| 3      | 30 سبتمبر 2016          | 4.390٪            | 4.743٪      | 4.6٪              |
| 4      | 1 أكتوبر 2016           | 3.948٪            | 3.936٪      | 5.4٪              |
| 5      | 7 أكتوبر 2016           | 4.622٪            | 4.820٪      | 5.2٪              |
| 6      | 8 أكتوبر 2016           | 6.636٪            | 8.489٪      | 5.6٪              |
| 7      | 14 أكتوبر 2016          | 5.059٪            | 5.343٪      | 6.1٪              |
| 8      | 15 أكتوبر 2016          | 5.707٪            | 7.410٪      | 6.4٪              |
| 9      | 21 أكتوبر 2016          | 4.849٪            | 5.410٪      | 4.6٪              |
| 10     | 22 أكتوبر 2016          | 5.646٪            | 6.688٪      | 5.2٪              |
| 11     | 28 أكتوبر 2016          | 4.932٪            | 5.817٪      | 4.5٪              |
| 12     | 29 أكتوبر 2016          | 5.369٪            | 5.717٪      | 5.0٪              |
| 13     | 4 من تشرين الثاني 2016  | 4.489٪            | 5.210٪      | 4.5٪              |
| 14     | 5 من تشرين الثاني 2016  | 4.574٪            | 5.279٪      | 5.4٪              |
| 15     | 11 من تشرين الثاني 2016 | 5.523٪            | 6.538٪      | 5.2٪              |
| 16     | 12 من تشرين الثاني 2016 | 5.467٪            | 6.537٪      | 5.5٪              |
| معدل   | معدل                    | 4.865٪            | 5.563٪      | 5.1٪              |

## الإنتاج

### صناعة
- التخطيط العام : لي ميونغ هان (الرئيس التنفيذي لقناة tvN).
- قيادة المشروع : جيني تشوي (S.D).
- فريق العمل : شركة إتش بي إنترتينمنت.
- كتابة واخراج : الدراما من تأليف كاتب السيناريو جانغ هيوك رين، الذي كتب مسلسل يونغ بال (2015) وإخراج كواك جونغ هوان مخرج مسلسل بطل الحي (2016).[18][19]

استخدمت الدراما فنون قتالية متنوعة بما في ذلك سيستيما وتايكوندو وآيكيدو وجوجوتسو لمشاهد الحركة.

### التصوير
تمت القراءة الأولى للنص في أغسطس 2016 في مركز سي جاي إي أند إم في سيول ، كوريا الجنوبية، وبدأ تصوير المسلسل في سبتمبر.

## الجوائز والترشيحات
| قائمة الجوائز والترشيحات | قائمة الجوائز والترشيحات                                   | قائمة الجوائز والترشيحات | قائمة الجوائز والترشيحات | قائمة الجوائز والترشيحات | قائمة الجوائز والترشيحات |
| السنة                    | الجائزة                                                    | الفئة                    | المستلم                  | النتيجة                  | م.                       |
| ------------------------ | ---------------------------------------------------------- | ------------------------ | ------------------------ | ------------------------ | ------------------------ |
| 2016                     | جوائز فنان آسيا                                            | جائزة الشعبية، ممثلة     | ايم يون آه               | فوز                      | [ 22 ]                   |
| 2016                     | جوائز فنان آسيا                                            | جائزة نجمة آسيا، ممثلة   | ايم يون آه               | فوز                      | [ 22 ]                   |
| 2016                     | حفل توزيع جوائز البجعة لأفضل تسريحة كوريا الحادي والثلاثين | أفضل ممثلة ترتدي         | ايم يون آه               | فوز                      | [ 23 ]                   |
| 2016                     | حفل توزيع جوائز البجعة لأفضل تسريحة كوريا الحادي والثلاثين | أفضل ممثل يرتدي          | جي تشانغ ووك             | فوز                      | [ 23 ]                   |
| 2017                     | جوائز DramaFever السنوية الخامسة                           | أفضل فتى سيئ             | جي تشانغ ووك             | فوز                      |                          |
| 2017                     | جوائز DramaFever السنوية الخامسة                           | أفضل شرير                | سونغ يون آه              | رُشِّح                      |                          |

## روابط خارجية
كْي 2 على موقع IMDb (الإنجليزية)
- كْي 2 على موقع روتن توميتوز (الإنجليزية)
- كْي 2 على موقع نتفليكس (الإنجليزية)
- كْي 2 على موقع كينوبويسك (الروسية)
- كْي 2 على موقع قاعدة بيانات الفيلم (الإنجليزية)